# Asus Eee PC

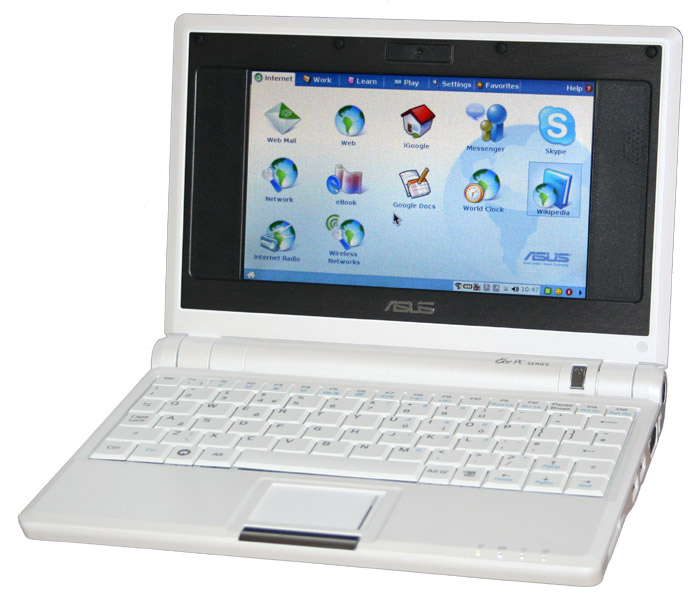
De witte Eee PC van ASUS

De Asus Eee PC is een mini-laptop ontworpen door de Taiwanese computerfabrikant Asus, in samenwerking met Intel. De verkoop begon op 16 oktober 2007 in Taiwan. De computer is bekend geworden door zijn kleine afmetingen en de lage prijs van rond de 300 euro. Het was een van de eerste van de klasse laptops die later netbooks genoemd werden. De computer werd oorspronkelijk geleverd met een Linuxsysteem en met gratis software zoals Firefox en Skype geïnstalleerd. Door de combinatie van een lage prijs, Linux en praktische handzaamheid heeft de Eee PC een kleine rage ontketend, waardoor de fabrikant tijdelijk niet goed kon voldoen aan de vraag.
Het systeem werd later ook aangeboden met Windows XP of Windows 7 van Microsoft.

## Ontstaan
De Eee PC werd oorspronkelijk de 200$ PC genoemd, en is gedeeltelijk een antwoord op de XO-notebook van OLPC (One Laptop per Child), oorspronkelijk de 100$ Laptop. De naam Eee is afgeleid van de marketing slogan Easy to learn, Easy to work, Easy to play.
Deze mini-laptop bevat onder andere wifi en USB. Er zijn meerdere versies uitgebracht, deze onderscheiden zich door het geheugen, batterij, camera en schijfruimte. Sommige Eee PC's hebben geen harde schijf met draaiende onderdelen maar gebruiken in plaats hiervan flashgeheugen. Extra schijfruimte kan er door een standaard SD-geheugenkaart bijgestoken worden. Een Eee PC heeft geen interne cd/dvd-drive. De Eee PC kostte, afhankelijk van de uitvoering, tussen de 200 en 500 euro.